# 3 Ninjas Kick Back (игра)
3 Ninjas Kick Back — видеоигра в жанрах beat ’em up и платформера, разработанная Malibu Interactive и изданная Psygnosis для Sega Mega Drive и Sony Imagesoft для игровых приставок SNES и Sega CD 1 июня 1994 года.
Игра основана на одноимённом кинофильме «Три ниндзя: Ответный удар».

## Игровой процесс
Существует начальный экран персонажа, где в качестве главного героя должен быть выбран один из трех братьев. Сама игра представляет собой стандартный платформер с прокруткой заднего плана. У каждого персонажа есть свое уникальное оружие. У Роки есть бо, Кольт использует катану, а Тум-тум владеет сайями. Враги состоят из повстанческих ниндзя, работающих на Кога, диких животных, таких как собаки и летучие мыши, и опасностей, таких как движущиеся валуны и шипы. Как показано ниже, меню игры представляет собой системное представление плаката, используемого для фильма с тем же именем.

## Сюжет
Пятьдесят лет назад мастер-самурай сражался в турнире ниндзя, чтобы выиграть магический кинжал, который вместе с мечом древних самураев считается ключом к разгадке тайной пещеры, нагруженной богатствами. После победы в турнире и по праву завоевав кинжал, он был украден вождем мастера Когой. Хотя мастер искал повсюду, он не нашел следов Коги или кинжала. Теперь, слишком старый, чтобы продолжить поиски, мастер посылает своих трех молодых учеников, молодых братьев ниндзя, Рокки, Кольта и Тум-Тума, чтобы помочь ему получить ценный кинжал.
Как только он будет возвращен его законному владельцу, кинжал снова будет передан молодым поколениям через победителей турнира ниндзя.

## Системы
Игра была издана на Sega Genesis и Super Nintendo Entertainment System. Также игра была выпущена на Sega CD вместе с Hook.

## Оценки и мнения
| Сводный рейтинг    | Сводный рейтинг |
| Агрегатор          | Оценка          |
| ------------------ | --------------- |
| GameRankings       | 45 %            |
| Иноязычные издания |                 |
| Издание            | Оценка          |
| AllGame            | [ 4 ]           |
| GamePro            | [ 5 ]           |
| Sega-16            | 6/10            |

Рассматривая версию SNES, GamePro назвал игру «приключением ниже среднего уровня», ссылаясь на графику персонажа последнего поколения, а иногда и на неудобные элементы управления, хотя они похвалили звуковые эффекты и совместный игровой процесс с участием двух игроков и признали, что «фанатам фильма может понравиться».